# Кубок Шотландії з футболу 1913—1914
Кубок Шотландії з футболу 1913–1914 — 41-й розіграш кубкового футбольного турніру у Шотландії. Титул вдев'яте здобув Селтік.

## Перший раунд
| Команда 1       | Рахунок | Команда 2                |
| --------------- | ------- | ------------------------ |
| 24 січня 1914   |         |                          |
| Фолкерк (1)     | 1:3     | Квінз Парк (1)           |
| Сент-Міррен (1) | 5:1     | Інвернесс Каледоніан (-) |

## Другий раунд
| Команда 1                     | Рахунок | Команда 2                |
| ----------------------------- | ------- | ------------------------ |
| 31 січня 1914                 |         |                          |
| Керколді Юнайтед (-)          | 0:4     | Стівенстон Юнайтед (-)   |
| 7 лютого 1914                 |         |                          |
| Абердин (1)                   | 4:1     | Альбіон Роверз (2)       |
| Ейрдріоніанс (1)              | 5:0     | Данді Гіберніан (2)      |
| Броксберн Юнайтед (-)         | 5:1     | Дамфріс (-)              |
| Клайд (1)                     | 0:0     | Селтік (1)               |
| Іст Стерлінгшир (2)           | 1:1     | Форфар Атлетік (-)       |
| Форіс Механікс (-)            | 0:4     | Піблс Роверз (-)         |
| Кілмарнок (1)                 | 3:1     | Гамільтон Академікал (1) |
| Літ Атлетік (2)               | 1:1     | Мотервелл (1)            |
| Грінок Мортон (1)             | 1:1     | Гіберніан (1)            |
| Партік Тісл (1)               | 1:0     | Нітсдейл Вондерерс (-)   |
| Квінз Парк (1)                | 1:0     | Артурлі (2)              |
| Рейт Роверз (1)               | 2:0     | Гарт оф Мідлотіан (1)    |
| Рейнджерс (1)                 | 5:0     | Аллоа Атлетік (-)        |
| Сент-Міррен (1)               | 2:1     | Данді (1)                |
| Терд Ланарк (1)               | 2:0     | Дамбартон (1)            |
| 10 лютого 1914 (перегравання) |         |                          |
| Селтік (1)                    | 2:0     | Клайд (1)                |
| 11 лютого 1914 (перегравання) |         |                          |
| Гіберніан (1)                 | 2:1     | Грінок Мортон (1)        |
| 14 лютого 1914 (перегравання) |         |                          |
| Форфар Атлетік (-)            | 2:0     | Іст Стерлінгшир (2)      |
| Мотервелл (1)                 | 5:2     | Літ Атлетік (2)          |

## Третій раунд
| Команда 1                     | Рахунок | Команда 2        |
| ----------------------------- | ------- | ---------------- |
| 21 лютого 1914                |         |                  |
| Абердин (1)                   | 1:2     | Сент-Міррен (1)  |
| Ейрдріоніанс (1)              | 1:1     | Квінз Парк (1)   |
| Броксберн Юнайтед (-)         | 0:2     | Мотервелл (1)    |
| Форфар Атлетік (-)            | 0:5     | Селтік (1)       |
| Гіберніан (1)                 | 2:1     | Рейнджерс (1)    |
| Кілмарнок (1)                 | 1:4     | Партік Тісл (1)  |
| Стівенстон Юнайтед (-)        | 3:2     | Піблс Роверз (-) |
| Терд Ланарк (1)               | 4:1     | Рейт Роверз (1)  |
| 24 лютого 1914 (перегравання) |         |                  |
| Квінз Парк (1)                | 2:1     | Ейрдріоніанс (1) |

## Чвертьфінали
| Команда 1                      | Рахунок | Команда 2              |
| ------------------------------ | ------- | ---------------------- |
| 7 березня 1914                 |         |                        |
| Мотервелл (1)                  | 1:3     | Селтік (1)             |
| Квінз Парк (1)                 | 1:3     | Гіберніан (1)          |
| Сент-Міррен (1)                | 1:0     | Партік Тісл (1)        |
| Терд Ланарк (1)                | 0:0     | Стівенстон Юнайтед (-) |
| 21 березня 1914 (перегравання) |         |                        |
| Стівенстон Юнайтед (-)         | 1:1     | Терд Ланарк (1)        |
| 24 березня 1914 (перегравання) |         |                        |
| Терд Ланарк (1)                | 1:0 дч  | Стівенстон Юнайтед (-) |

## Півфінали
| Команда 1       | Рахунок | Команда 2       |
| --------------- | ------- | --------------- |
| 28 березня 1914 |         |                 |
| Селтік (1)      | 2:0     | Терд Ланарк (1) |
| Гіберніан (1)   | 3:1     | Сент-Міррен (1) |

## Фінал
| 11 квітня 1914 15:00 (CET) |

| Селтік (1) | 0:0      | Гіберніан (1) |
| ---------- | -------- | ------------- |
|            | Протокол |               |

| Айброкс-Парк, Глазго Глядачів: 56 000 |

### Матч-перегравання
| 16 квітня 1914 19:30 (CET) |

| Селтік (1)           | 4:1      | Гіберніан (1) |
| -------------------- | -------- | ------------- |
| Макколл (2) Браунінг | Протокол | Сміт          |

| Айброкс-Парк, Глазго Глядачів: 40 000 |